# 皮埃爾·約瑟夫·迪布瓦
皮埃爾·約瑟夫·路易·阿爾弗雷德·迪布瓦（法語：Pierre Joseph Louis Alfred Dubois；1852年11月21日—1924年1月17日），是一位法國陸軍將領，在第一次世界大戰中期西線戰場擔任要職。